# Sefyu
Sefyu, cuyo verdadero nombre es Youssef Soukouna, es un rapero francés de origen Senegalés nacido el 20 de abril de 1981 en Aulnay sous bois, en Seine-Saint-Denis, donde aún vive. Sefyu comienza su carrera en el hip hop francés con su debut en el año 2000 tras haber intentado hacer carrera como futbolista.

## Biografía
Sefyu ha jugado brillantemente como extremo durante mucho tiempo [cita requerida]. Fue formado por el prestigioso centro de formación del Arsenal (Londres). En 1998, vivió en Londres durante dos meses para preparar las pruebas. Por desgracia, sufrió lesiones graves de rodilla y es reenviado a París.
Miembro del grupo « NCC» (Natural Court Circuit) y del colectivo « G-Huit», se dio a conocer tras colaborar con Rohff en el disco La Fierté des nôtres, publicado en junio de 2004.
También ha colaborado con otros raperos franceses, como Moystaff du Bengale, Nemesis, Ritmo o La K-Bine (en los discos) y con Passi, Sniper así como La Fouine y Daddy Lord C (en las escenografías). Sefyu también participó en Les Francofolies de La Rochelle en 2001.
En 2009, publica un street CD titulado Molotov 23, mezclado por Kore et Skalp.
A causa de que su padre no estaba de acuerdo en que hiciera rap siendo tan joven, rara vez se le ve sin una gorra que oculta parte de su cara (frente y ojos), evitando ser reconocido en los medios de comunicación. A pesar de ello, en gran número de vídeos y fotografías se le puede ver con la cara completamente al descubierto, como las que se ocultan bajo el CD de su álbum "qui suis-je", por mencionar un ejemplo.
En abril de 2006, Sefyu publica su primer disco Qui suis-je ? (disco de oro[cita requerida]) con 18 canciones reivindicativas, como La vie qui va. El particular estilo de Sefyu se caracteriza por una voz oscura, así como por expresiones muy propias: « Crrr!», « Senegalo Ruskov (molotov)», « Crouille», « Ta gova», « Undercover» y <<mister cric cric>>. Sefyu en ocasiones cuenta con la participación de cantantes de R&B, por ejemplo, en Un point c'est tout, compuesta con la ayuda de Zaho y Sana et Mina. La canción denuncia la falta de respeto de algunos hijos a sus madres. Multiplica sus colaboraciones, como la del álbum de Humphrey con el título Pour mon peuple, o la de Krys y el recopilatorio Hostile 2006. El mismo año graba un featuring con Medine, titulado « Syndrome de Stockholm». 
Su canción Lettre du front, del álbum de Kenza Farah (producido en 2007), denuncia la guerra y el sufrimiento de las familias. El videoclip sale a la luz en 2008 y le muestra al público el R'n'B de Kenza Farah
Sefyu vive actualmente en Toulouse, donde compone la mayoría de sus piezas.
Paralelamente a su carrera musical, Sefyu mantiene un empleo en Reynerie como animador social en los barrios desfavorecidos.
El 12 de mayo de 2008 publica su segundo álbum "Suis-je le gardien de mon frère?" que alcanza el primer puesto de los mejores álbumes en Francia desde la primera semana con 12362 discos vendidos, a cuenta del sencillo Impressionnant Molotov 4. Posteriormente llegará a ser disco de oro con 112000 ejemplares vendidos.
La noche del sábado al domingo 1 de marzo de 2009 Sefyu recibe un premio en la categoría Artista o grupo revelación pública del año del certamen Victoires de la musique.

Vida, no tienes más que una.
 mayo de 2008, Magic n°86

## Discografía

### Álbumes
- 2006: Qui suis-je ? (disco de oro)
- 2008: Suis-je le gardien de mon frère ? (disco de oro)
- 2011: Oui je le suis

### Colaboraciones
2001
Sefyu - La lutte libère en el recopilatorio Sachons dire NON Vol.2
La K-Bine Feat Sefyu - Des hommes en kolère en el EP de K-Bine, Le Rap est mort.
2002
Gentlemen Feat Sefyu - Vision 200 del álbum de Gentlemen, Mortelle Saint-Valentin.
2003
Sefyu Feat Rohff, Zesau & Dry - Baiser, recopilatorio Talents fâchés Vol.1
La K-Bine Feat Sefyu - Crimes impunis, álbum La K-Bine, Rapport de force.
2004
Rohff Feat Sefyu, Alibi Montana & Kamelancien - Code 187 del disco de Rohff, La fierté des nôtres.
Sefyu - Flow du Malawi en la compilación Talents fâchés Vol.2
2005
Ol' Kainry & Dany Dan Feat Sefyu, Alibi Montana & Nubi - Crie mon nom Remix del Street CD de igual nombre de Ol' Kainry & Dany Dan.
K.ommando Toxic Feat Sefyu - Pucc fiction Remix en el Street CD de K.ommando Toxic, Retour vers le futur.
Seth Gueko Feat Sefyu - Patate de forain del Street CD de Seth Gueko, Barillet plein.
Sefyu Feat V-laskes - Interlude explicit en el recopilatorio De la poudre au Rap.
Samat Feat Sefyu, Larsen & Alibi Montana - Ghetto guerrier en la mixtape de Samat, Samat Feat Hip Hop de rue.
Mic Fury Feat Sefyu & Alonzo - Street zoologie del álbum de Mic Fury, Au bout du tunnel.
Sefyu Feat Kuamen - On vit comme on peut en la compilación Patrimoine du ghetto.
Gentlemen Feat NCC - Sourire de la haine en la mixtape de Gentlemen, Cobra.
Chant des loups Feat Sefyu & Mano Kid Mesa - Territoire neutre del álbum de Chant des loups, L'allegorie du ghetto.
2006
Sefyu Qui suis-je? CD álbum. Publicado el 24 de abril de 2006.
Sefyu Feat RR & A.P. - On va te douiller, compilación Illegal radio.
2007
Aketo Feat Sefyu, Tunisiano & Six Coups Mc - Style certifié en el Street CD d'Aketo, Cracheur 2 venin.
Rim'K Feat Sefyu - Parloir fantôme del álbum de Rim'K, Famille nombreuse.
Kenza Farah Feat Sefyu - Lettre au front del álbum de Kenza Farah, Authentik.
Alibi Montana Feat Sefyu, V-laskes & LIM - Honneur au ghettos.
Seth Gueko feat Sefyu Patate de forain.
2008
Participa en el concierto Urban Peace 2 el 4 octubre de 2008 en el Stade de France, con un dueto con Kenza Farah (Lettre du front).
Sefyu feat. Kemso - Nord-Est connecté en el recopilatorio Rap Ghetto.
2009
Ghetto Youss feat Sefyu - "ma nouvelle marque "
La Fouine Feat Sefyu & Soprano - Ça fait mal Remix.
Sefyu Feat RR - L'œil du ghetto en el recopilatorio Les yeux dans la banlieue Vol.2
Rim'K feat Sefyu, Dry & Reda Taliani - La crise sur la compile Maghreb United
Salah Edin Feat Sefyu - Tfoe
Kery James Feat Sefyu - street lourd terrible.
2010
Sefyu - Undercov videoclip promocional de su próximo álbum Oui, je le suis.
Sefyu - L'allumeur de mèche primer extracto de su próxima obra Oui, je le suis.
Sefyu - L'Insécurité videoclip promocional de su próximo álbum Oui, je le suis.
Sefyu - Turbo del próximo álbum Oui, je le suis con la colaboración de Dicee.
2013
Mala Rodríguez feat Sefyu "Caliente".

## Premios
- 2009: Artista de revelación pública, Victoires de la musique por su álbum « Suis-je le gardien de mon frère?».

## Anotaciones y referencias
1. ↑  Programa de Luis Attaque en la RMC, 11 de noviembre de 2010
2. ↑  Planète Rap Mag de julio de 2008, "50 datos sobre Sefyu"